# Echipa națională de polo masculin a României

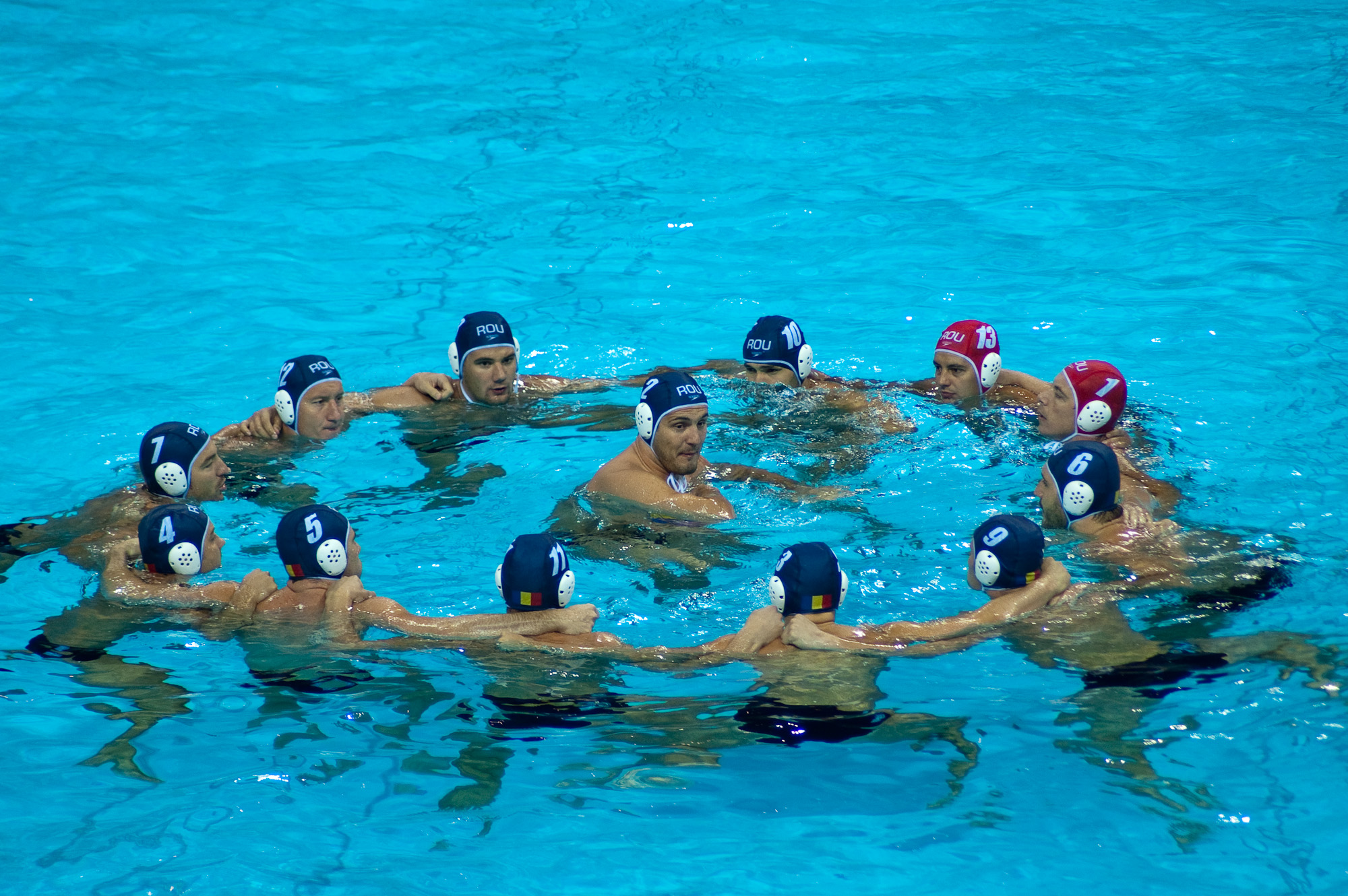
România la JO din 2012 de la Londra

Echipa națională de polo masculin a României reprezintă România în meciurile internaționale de polo pe apă masculin. Românii au terminat pe locul patru la Jocurile Olimpice din 1976 și la Campionatele Europene din 1993 și 2006.

## Rezultate

### Jocurile Olimpice

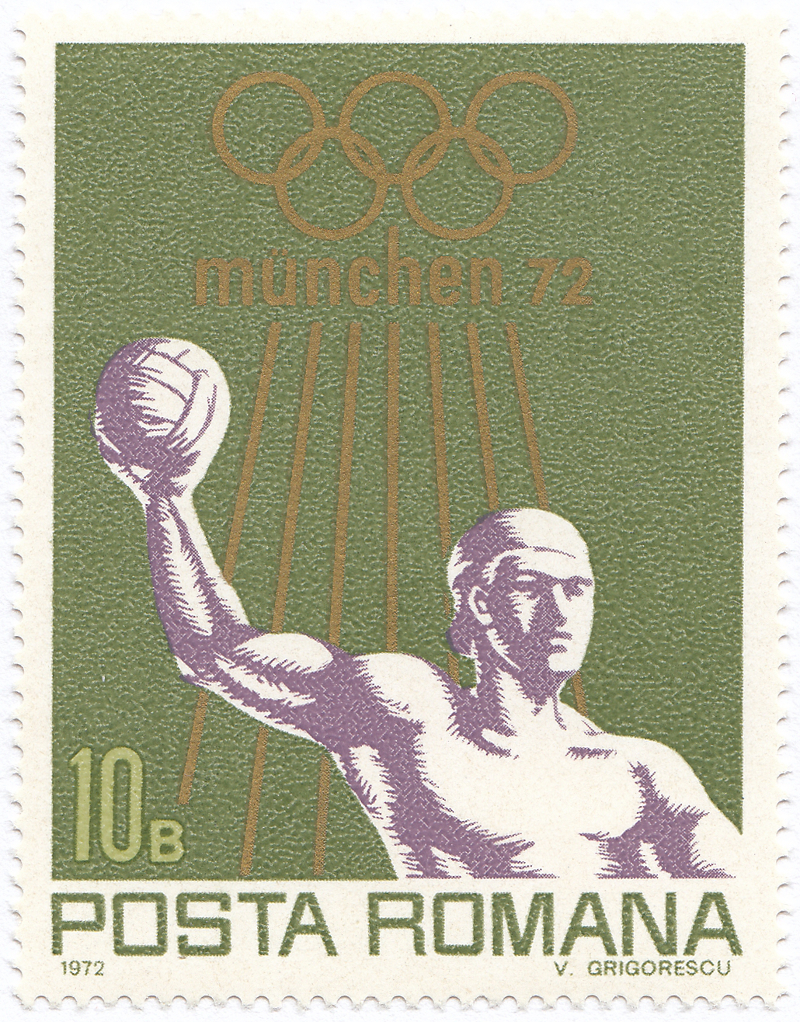
Proba de polo la JO din 1972 pe un timbru românesc

| Ediție         | Rezultate    |
| -------------- | ------------ |
| 1900–1948      | necalificată |
| Helsinki 1952  | primul tur   |
| Melbourne 1956 | loc 8        |
| Roma 1960      | loc 5        |
| Tokyo 1964     | loc 5        |
| Mexico 1968    | necalificată |
| München 1972   | loc 8        |
| Montreal 1976  | loc 4        |
| Moscova 1980   | loc 9        |
| 1984–1992      | necalificată |
| Barcelona 1996 | loc 11       |
| 2000–2008      | necalificată |
| Londra 2012    | loc 10       |
| 2016–2020      | necalificată |
| Paris 2024     | loc 12       |

### Campionatele Mondiale
- 1973: locul 7
- 1975: locul 5
- 1978: locul 6
- 1991: locul 9
- 1994: locul 13
- 2003: locul 12
- 2005: locul 6
- 2007: locul 11
- 2009: locul 7
- 2011: locul 12
- 2013: locul 13
- 2024: locul 10

### Campionatele Europene
- 1954: locul 10
- 1962: locul 5
- 1966: locul 6
- 1970: locul 6
- 1974: locul 6
- 1977: locul 7
- 1981: locul 7
- 1983: locul 8
- 1987: locul 7
- 1989: locul 5
- 1991: locul 8
- 1993: locul 4
- 1995: locul 11
- 1999: locul 9
- 2001: locul 11
- 2003: locul 10
- 2006: locul 4
- 2008: locul 9
- 2010: locul 7
- 2012: locul 8
- 2014: locul 8
- 2016: locul 10
- 2018: locul 11
- 2020: locul 11
- 2022: locul 10
- 2024: locul 8
- 2026: „calificat”

### Liga Mondială
- 2002 - 2004 : Nu a participat
- 2005 : Turneul de calificare
- 2006 : al doilea turneu de calificare
- 2007 : locul 6

- 2008 : Turneul de calificare
- 2009 : Turneul de calificare
- 2010 : Turneul de calificare
- 2011 : Turneul de calificare

- 2012 : Turneul de calificare

## Palmares
Jocurile Olimpice
- Participare	9 ( Prima dată în 1952 )
- Cel mai bun rezultat	Locul 4, 1976

Cupa Mondială
- Participare	9 ( Prima dată în 1973 )
- Cel mai bun rezultat	Locul 5, 1975

Campionatul European
- Participare	25 ( Prima dată în 1954 )
- Cel mai bun rezultat	Locul 4, 1993 , 2006

Liga Mondială
- Participare	1 ( Prima dată în 2007 )
- Cel mai bun rezultat	Locul 6, 2007

Cupa Mondială
- Participare	4 ( Prima dată în 1979 )
- Cel mai bun rezultat	Locul 5, 2010

## Jucători
- Jocurile Olimpice - Helsinki 1952

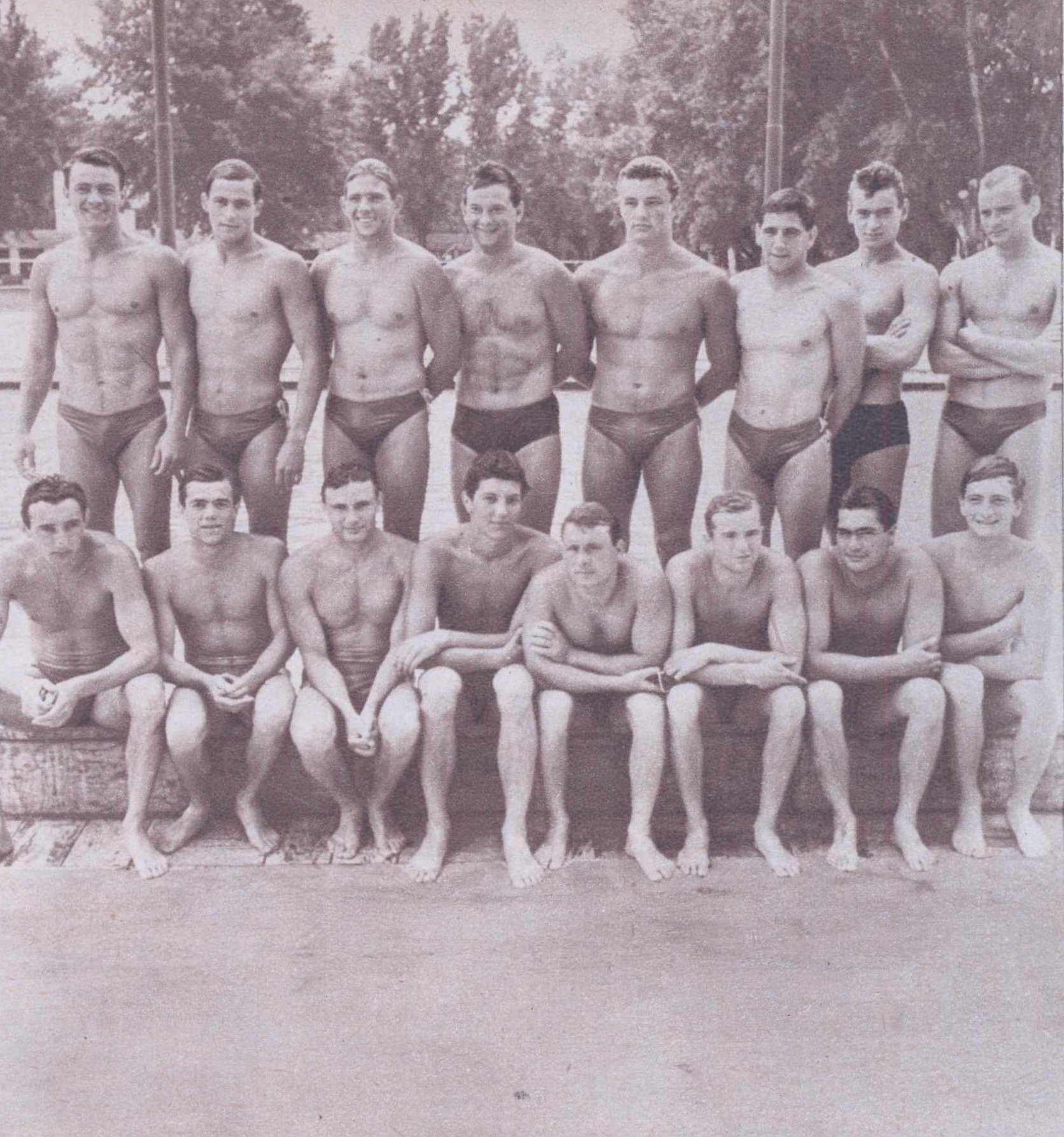
Echipa națională de polo (1963)

Norman • Kelemen • Iordache • Törok • Hospodar • Iosim • Șimon • Sarcadi • Deac • Novac • M. Tarnoveanu, CT: -
- Jocurile Olimpice - Melbourne 1956

Marinescu • Hospodar • Zahan • Nagy • Șimon • Bordi • Szabo • Bădiță • Deutsch • Popescu • I. Tothpal, CT: -
- Jocurile Olimpice - Roma 1960

Ștefănescu · Bădiță · Zahan · Blajek · Szabo · Grințescu · Kroner · Balint · Firoiu · Mureșan · Șimon, CT: -
- Jocurile Olimpice - Tokyo 1964

Ștefănescu • Grințescu • Szabo • Kroner • Firoiu • Novac • Mărculescu • Mureșan • Zahan • Culineac • Lita, CT: -
- Jocurile Olimpice - Monaco di Baviera 1972

Huber • Mihăilescu • Zamfirescu • Novac • Popescu • Rusu • Culineac • Rusu • Rus • Lazăr • Frățilă, CT: Anatol Grințescu
- Jocurile Olimpice - Montréal 1976

Slăvei • Rusu • Zamfirescu • Nastasiu • Popescu • Rusu • Slăvei • Răducanu • Rus • Schervan • Spînu, CT: Anatol Grințescu
- Jocurile Olimpice - Mosca 1980

Spînu • Ungureanu • Costraș • Nastasiu • Popescu • Rusu • Slăvei • Răducanu • Rus • Schervan • Slăvei, CT: Anatol Grințescu
- Jocurile Olimpice - Atlanta 1996

1 Lisac, 2 Dinu, 3 Totolici, 4 Bonca, 5 Sabău, 6 Fulgeanu, 7 Hagiu, 8 Sanda, 9 Stemate, 10 Moldvai, 11 Rath, 12 Radu, 13 Andrei, CT: Viorel Rus

### Lotul actual
Lotul este pregătit de sârbul Dejan Stanojevic. Echipa selecționată pentru la Campionatul European din 2016 de la Belgrad a cuprins 13 jucători. Formula a fost preluată identic la turneul de calificare olimpic de la Trieste.
| Poz.          | Jucător             | Data nașterii (Vârsta)         | Club                         |
| ------------- | ------------------- | ------------------------------ | ---------------------------- |
| Portar        | Dragoș Stoenescu    | 30 mai 1979 (46 de ani)        | CSA Steaua București         |
| Portar        | Marius Țic          | 9 septembrie 1996 (28 de ani)  | Sportul Studențesc București |
| Centru        | Cosmin Radu         | 9 septembrie 1981 (43 de ani)  | VK Primorje                  |
| Extremă       | Tiberiu Negrean     | 1 septembrie 1988 (36 de ani)  | CSM Digi Oradea              |
| Centru        | Mihnea Chioveanu    | 21 august 1987 (37 de ani)     | CSM Digi Oradea              |
| Centru        | Mihnea Gheorghe     | 15 ianuarie 1994 (31 de ani)   | CSA Steaua București         |
| Inter-extremă | Alexandru Popoviciu | 2 august 1990 (34 de ani)      | CSM Digi Oradea              |
| Fundaș        | Roland Szabo        | 18 septembrie 1996 (28 de ani) | CSA Steaua București         |
| Fundaș        | Andrei Bușilă       | 10 noiembrie 1980 (44 de ani)  | CSA Steaua București         |
| Fundaș        | Dimitri Goantă      | 17 iulie 1987 (37 de ani)      | CSA Steaua București         |
| Fundaș        | Alexandru Ghiban    | 12 octombrie 1986 (38 de ani)  | CSA Steaua București         |
| Extremă       | Nicolae Oanță       | 14 august 1990 (34 de ani)     | Sportul Studențesc București |
| Extremă       | Daniel Teohari      | 11 mai 1993 (32 de ani)        | CSA Steaua București         |

## Personalități
- Nicolae Firoiu
- Cornel Mărculescu
- Vlad Hagiu
- Liviu Răducanu,
- Dorin Costrăș,
- Ionuț Angelescu,
- Viorel Rus,
- Gelu Lisac,
- Dinei Stemate,
- Dinu Popescu,
- Gh. Zamfirescu,
- Adrian Nastasiu,
- Florin Slavei,
- Doru Spânu

## Legături externe
- Federația Română de Polo